# Łukasz Komoniewski
Łukasz Jan Komoniewski (ur. 25 września 1980 w Będzinie) – polski samorządowiec, prezydent Będzina (od 2010).

## Życiorys
Ukończył studia ekonomiczne na Akademii Ekonomicznej im. Karola Adamieckiego w Katowicach oraz studia podyplomowe Executive MBA w Wyższej Szkole Biznesu. Pracował w sektorze prywatnym, następnie przez kilka lat jako urzędnik samorządowy na różnych stanowiskach. W wieku 19 lat został członkiem Sojuszu Lewicy Demokratycznej.
W 2006 bez powodzenia kandydował do rady miejskiej w Będzinie. W drugiej turze wyborów samorządowych w 2010 został wybrany na urząd prezydenta tego miasta, pokonując ubiegającego się o reelekcję Radosława Barana. W 2014 i 2018 był wybierany na kolejne kadencje, zwyciężając w pierwszej turze z wynikiem odpowiednio 64,7% i 65,2% głosów. W 2024 uzyskał reelekcję, wygrywając w drugiej turze głosowania.
W październiku 2021 wybrany na wiceprzewodniczącego Nowej Lewicy. Wszedł w skład rad nadzorczych spółek samorządowych Hala Sportowa Częstochowa i Sosnowieckie Wodociągi.